# Bảo tàng Biếm họa tại Warszawa
Bảo tàng Biếm họa tại Warszawa (tiếng Ba Lan: Muzeum Karykatury, còn được gọi là Bảo tàng Biếm họa Eryk Lipiński) là viện bảo tàng do nghệ sĩ Eryk Lipiński thành lập vào năm 1978. Bảo tàng chứa bộ sưu tập hơn 20.000 tác phẩm của các nghệ sĩ Ba Lan và nước ngoài.
Vị trí tọa lạc của bảo tàng ban đầu là một phần diện tích Lâu đài Prymas từ thế kỷ 18. Vì bảo tàng có không gian hạn chế nên không thể lưu trữ vĩnh viễn bộ sưu tập mà thay vào đó là nơi tổ chức các cuộc triển lãm tạm thời. Kho lưu trữ của bảo tàng là tài nguyên mở cho bất kỳ ai quan tâm đến lịch sử của biếm họa.
Các nghệ sĩ đóng góp vào bộ sưu tập của bảo tàng gồm:
- William Hogarth
- Honoré Daumier
- Jean Effel
- Herbert Sandberg
- Roland Topor
- Franciszek Kostrzewski
- Kazimierz Sichulski
- Zbigniew Czermański
- Bronisław Wojciech Linke
- Jerzy Zaruba
- Maja Berezowska
- Eryk Lipiński
- Julian Bohdanowicz
- Andrzej Czeczot
- Andrzej Dudziński
- Jerzy Flisak
- Zbigniew Jujka
- Szymon Kobyliński
- Andrzej Krauze
- Zbigniew Lengren
- Edward Lutczyn
- Andrzej Mleczko
- Sławomir Mrożek
- Janusz Stanny
- Jacek Gawłowski
- Marek Raczkowski
- Henryk Sawka